# خانية خوقند
خانية خوقند هي خانية حكمت في بلاد تركستان والطاجيك من سنة 1112 - 1293 هـ (1700 - 1876 م).
قضى عليها الروس سنة 1293 هـ.

## المصدر
1. ↑  بطرس البستاني. دائرة المعارف. ص. 96. مؤرشف من الأصل في 2024-03-27.‏
2. ↑  بقية الدول التي حكمت في المشرق نسخة محفوظة 13 أغسطس 2014 على موقع واي باك مشين.
3. ↑  التاريخ الإسلامي - ج 8: العهد العثماني - محمود شاكر - Google Books نسخة محفوظة 14 أغسطس 2014 على موقع واي باك مشين.